# Baam
«Baam» (стилизовано как BAAM) — сингл южнокорейской гёрл-группы Momoland. Выпущен 26 июня 2018 года компанией MLD Entertainment и распространялся лейблом Kakao M в качестве лид-сингла из четвёртого мини-альбома группы Fun to the World. Японская версия песни была выпущена King Records 7 ноября 2018.
Одновременно с выходом сингла на YouTube-канале 1theK был опубликован клип на эту песню. Для продвижения сингла группа выступила на нескольких южнокорейских музыкальных шоу, таких как M Countdown и Inkigayo. В коммерческом плане песня «Baam» заняла тринадцатое место в южнокорейском цифровом чарте Gaon.

## Композиция
«Bamm» — это песня в стиле K-pop, электропоп и электро-свиг. Композиторами и авторами текста выступили Shinsadong Tiger и Beom x Nang.

## История

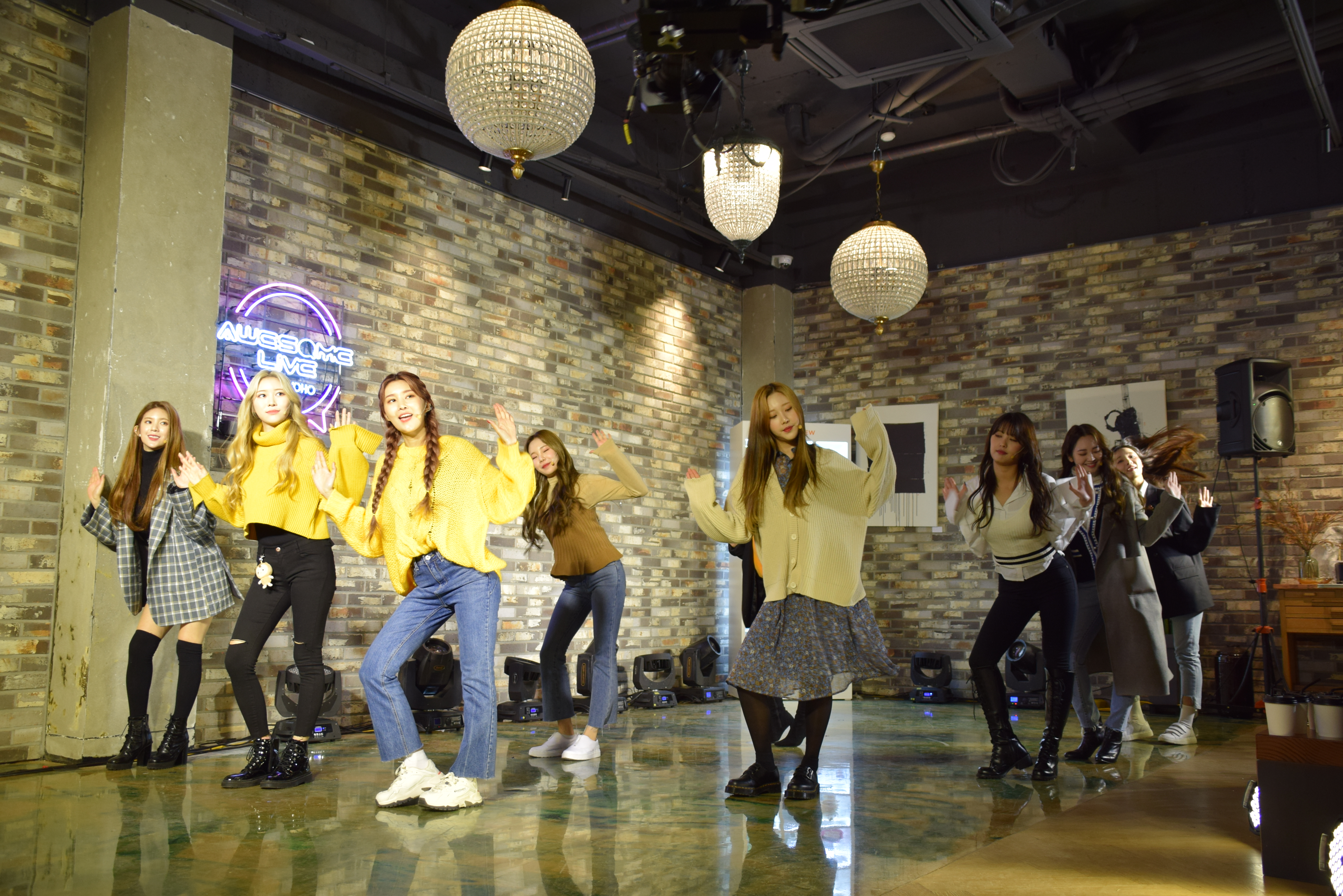
Momoland выступают с песней «Baam» в первом выпуске программы Awesome Live,
2019 год.

В январе 2018 года Momoland выпустили свой третий мини-альбом Great! с лид-синглом «Bboom Bboom», ставшим хитом. После успеха «Bboom Bboom», 24 мая 2018 года MLD Entertainment объявила, что группа выпустит 26 июня 2018 года новый танцевальный трек, спродюсированный Shinsadong Tiger.
Перед выпуском «Baam» в июне 2018 года в Интернете были опубликованы тизеры с фотографиями Momoland из фотосессии для мини-альбома, фрагментом песни и отрывками из клипа.

### Выпуск
Песня была официально выпущена 26 июня 2018 компанией MLD Entertainment и распространялась лейблом Kakao M в качестве пятого сингла группы. Она послужила лид-синглом их четвёртого мини-альбома Fun to the World. Инструментальная версия песни была включена в расширенное издание в качестве пятого трека.
Японская версия вышла 7 ноября 2018 года. Она была включена в выпущенный в 2019 году дебютный студийный альбом группы «Chiri Chiri».

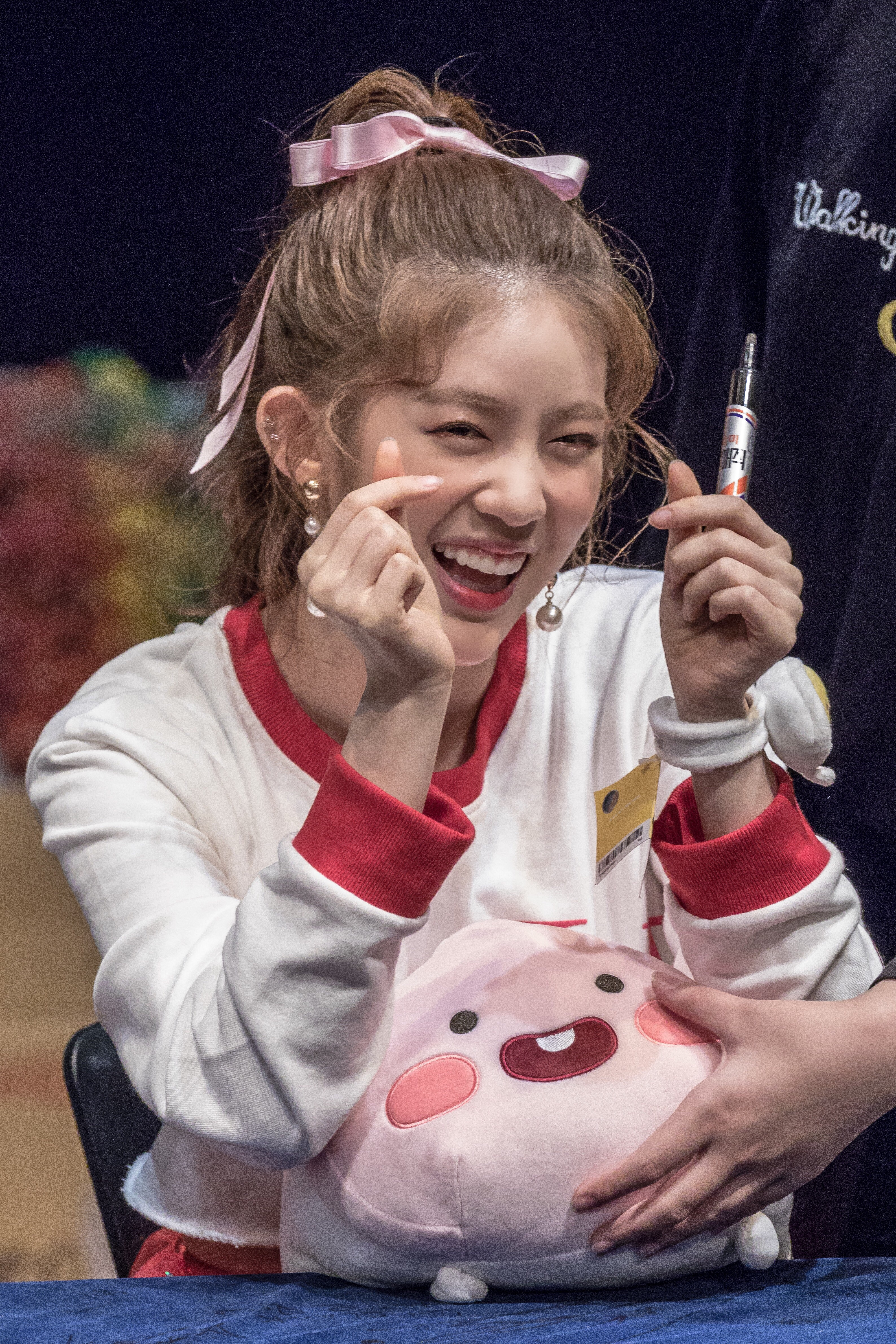
Песня «Baam» стала последним синглом группы с участием Дейзи (на фото в 2018 году).

«Baam» — это последний сингл Momoland с участием Тэхи и Дейзи, которые покинули группу в 2019 и 2020 годах соответственно.

### Промоушен
Для продвижения «Baam» Momoland выступили на нескольких музыкальных ТВ-программах в Южной Корее, включая Inkigayo, M Countdown, Music Bank, The Show, Show Champion, Show! Music Core и Simply K-Pop.

## Видеоклип
Музыкальное видео на песню «Baam» было загружено на официальный YouTube-канал «1theK» 26 июня 2018 года одновременно с выпуском сингла. В клипе группа предстаёт на фоне декораций, изображающих страны мира, в том числе Филиппины, Корею, Вьетнам, Францию, Мексику, Египет и США. Seoul Beats отметили, что хореография отлично «выделяется», но при этом раскритиковали сам клип за «несколько плохо продуманных моментов, которые рискуют затмить все остальное». Келли Сипко из журнала The Kraze Magazine отметила, что «сопоставление современной хореографии с винтажными декорациями создаёт интересную концепцию». Клип стал девятым по количеству просмотров среди южнокорейских исполнителей на YouTube в 2018 году.
Клип на японскую версию песни был выложен на официальном YouTube-канале J-Rock 5 октября 2018 года. Танцевальная версия клипа была опубликована 19 ноября 2018 года.

## Список композиций
| №  | Название | Текст песни                  | Музыка                       | Аранжировка      | Длительность |
| -- | -------- | ---------------------------- | ---------------------------- | ---------------- | ------------ |
| 1. | «Baam»   | Shinsadong Tiger Beom x Nang | Shinsadong Tiger Beom x Nang | Shinsadong Tiger | 3:28         |

| №                   | Название                                          | Текст песни                  | Музыка                       | Аранжировка         | Длительность |
| ------------------- | ------------------------------------------------- | ---------------------------- | ---------------------------- | ------------------- | ------------ |
| 1.                  | «Baam» (Японская версия)                          | Shinsadong Tiger Beom x Nang | Shinsadong Tiger Beom x Nang | Shinsadong Tiger    | 3:28         |
| 2.                  | «Only One You» (Японская версия)                  | Monster Factory              | Monster Factory              | Monster Factory     | 3:54         |
| 3.                  | «Baam» (Инструментальная японская версия)         |                              | Shinsadong Tiger Beom x Nang | Shinsadong Tiger    | 3:28         |
| 4.                  | «Only One You» (Инструментальная японская версия) |                              | Monster Factory              | Monster Factory     | 3:54         |
| Общая длительность: | Общая длительность:                               | Общая длительность:          | Общая длительность:          | Общая длительность: | 14:44        |

## Реакция
Seoul Beats назвал «Baam» «нокаутом» добавив, что песня «звучит лучше» по сравнению с предыдущим синглом группы «Bboom Bboom». Келли Сипко из журнала The Kraze Magazine отметила, что «винтажное поп-звучание мгновенно цепляет, прежде чем взорваться сильной, грувовой линией тенор-саксофона».

### Коммерческие показатели
В Южной Корее песня «Baam» дебютировала на двадцать седьмом месте в еженедельном цифровом чарте Gaon 30 июня 2018 года. На второй неделе песня поднялась до пятнадцатого места, а на третьей неделе — до четырнадцатого. На четвёртой неделе песня достигла пика заняв тринадцатое место. Песня стала пятнадцатой самой продаваемой песней июля 2018 года. Также она стала двадцатой по продажам за август, пятьдесят третьей за сентябрь и девяносто второй за октябрь.
Японская версия «Baam» дебютировала и заняла восьмое место в цифровом чарте синглов Oricon, за первую неделю было продано 12 126 физических копий. В японском рейтинге Billboard Japan «100 горячих» она заняла двенадцатое место. Песня также дебютировала на восьмом месте в рейтинге «лучшие продажи синглов» Billboard Japan с 13 665 проданными копиями.

### Чарты
| Чарт (2018)                                       | Высшая позиция |
| ------------------------------------------------- | -------------- |
| Япония (Горячая сотня, Billboard Japan)           | 12             |
| Япония (Синглы, Oricon)                           | 8              |
| Республика Корея (Цифровой, Gaon)                 | 13             |
| Республика Корея (Горячая K-pop сотня, Billboard) | 9              |
| США (Цифровой, Billboard)                         | 5              |

## История релизов
| Версия    | Регион | Дата          | Format                                              | Лэйбл                     | Прим.  |
| --------- | ------ | ------------- | --------------------------------------------------- | ------------------------- | ------ |
| Корейская | Мир    | 26 июня 2018  | Цифровая дистрибуция потоковое мультимедиа          | MLD Entertainment Kakao M | [ 33 ] |
| Японская  | Мир    | 7 ноября 2018 | Цифровая дистрибуция потоковое мультимедиа CD-сингл | King Records              | [ 8 ]  |